# Умпа-лумпы

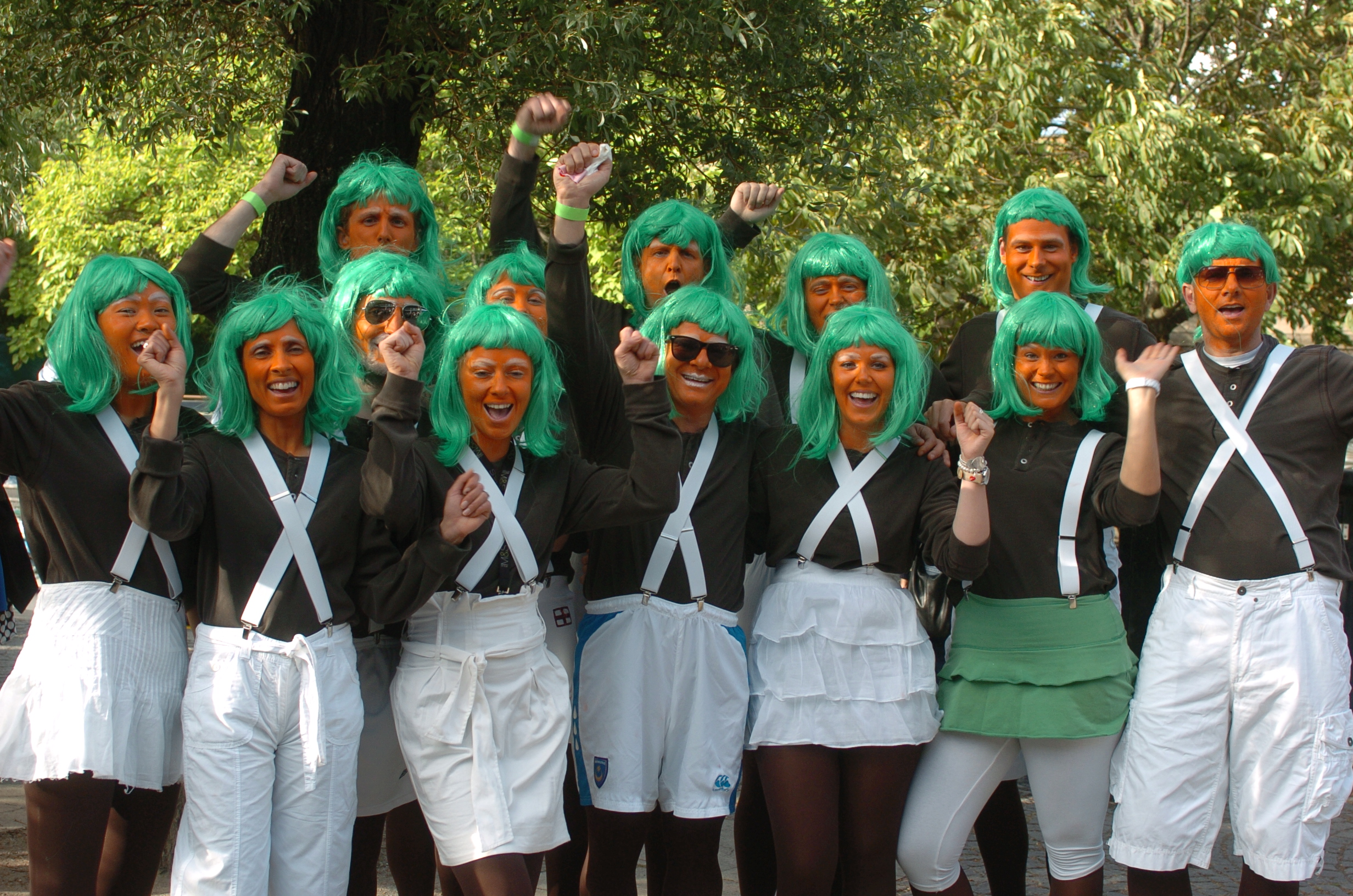
Косплей на умпа-лумпов

Умпа-лумпы (англ. Oompa-Loompas) — вымышленное племя пигмеев из произведения «Чарли и шоколадная фабрика».

## Источник
Умпа-лумпы были созданы валлийским писателем норвежского происхождения Роальдом Далем для его детской книги «Чарли и шоколадная фабрика» (англ. Charlie and the Chocolate Factory), опубликованной в 1964 году.

### Происхождение умпа-лумпов
Согласно рассказу это люди ростом чуть выше колена, живущие в Умпландии, которая находится «в самой глубокой и самой тёмной части африканских джунглей». Там их обнаруживает Вилли Вонка в поисках новых экзотических сортов какао. Местный предводитель сообщает, что у них кончаются какао-бобы —единственный продукт питания и валюта, вследствие чего племени угрожает голодная смерть. В отчаянии умпа-лумпы едят гусениц. Вилли Вонка предлагает работать на его шоколадной фабрике и взамен умпа-лумпы получают столько какао-бобов, сколько смогут съесть и унести. Поскольку он уволил всех предыдущих сотрудников после случая промышленного шпионажа, теперь это единственные работники. Они не разговаривают, а поют песни, которые имеют мудрый и поучительный характер.
У умпа-лумпов также есть своя религия, в которой они восхваляют бога какао.

### Внешность
Есть три известных варианта внешнего вида: в оригинальной повести они описываются ростом по колено, с очень бледной, слегка розовой кожей и тёмно-светлыми волосами. У них разные причёски. Женщины одеваются из свежесобранных листьев, мужчины — в фартуках из оленьей шкуры, а дети — голые.
В первой экранизации 1971 года умпа-лумпы также невысокого роста. Они одеты в бело-коричневые рабочие комбинезоны и белые перчатки. У них глиняно-оранжевая кожа, бутылочно-зелёные волосы и белые брови. Во второй версии фильма 2005 года у всех умпа-лумпов чёрные прямые волосы, собранные в пучок. В третьей экранизации они одеты в ярко-красные блестящие комбинезоны.

## Виды деятельности
В зависимости от того, чем умпа-лумпы занимаются (в фильме 2005 года), они могут быть одеты по-разному:
- Рабочие (шоколадный цех и цех для обстрела конфет). Они носят красную одежду.
- Изобретатели (цех изобретений) — носят чёрную одежду и очки.
- Альпинисты (сладкая гора) — носят светло-красную одежду и спец-очки.
- Пастухи (цех сахарной ваты) — носят зелёную одежду.
- Медики (медпункт) — носят белую одежду с красными крестами.
- Бухгалтеры (администрация) — носят женские костюмы.
- Учёные (TV-цех) — носят белую одежду и солнечные очки.
- Лодочники (лодка) — носят голубую одежду.

## Критика
Как литературное описание, так и поведение умпа-лумпов в оригинальном романе неоднократно подвергались критике в прошлом, так что Роальд Даль был вынужден изменить или скрыть их внешний вид и географическое происхождение. Фоном послужили утверждения прессы и литературных критиков о том, что изображение умпа-лумпов было «расистским» и «дискриминационным»: Вилли Вонка вёл себя как стереотипный белый житель нового мира, покровительственно спасший столь примитивных людей от их страданий, и только для того, чтобы позволить дешёвым рабам-мигрантам работать на его фабриках. Умпа-лумпов изображали жестокими и необразованными дикарями. Роальд Даль всю жизнь отрицал эти обвинения.

## Пародии и отсылки
Умпа-лумпы пародируются или упоминаются самыми разными способами. Вот подборка:
- Футурама: В эпизоде «Fry and the Slurm Factory» («Фрай и фабрика „Слёрма“») Фрай выигрывает посещение фабрики по производству напитков (похоже на историю Роальда Даля). Там он, Бендер и Лила встречают маленьких рабочих по имени «Гронка Лонкас».
- Симпсоны: В эпизоде «Sweets and Sour Marge» («Мардж против сахара») Гомер, возвращаясь с сахарного завода, спрашивает Мардж, были ли там ещё умпа-лумпы. Позже у них даже появляется умпа-лумп, эксплуатируемый сахарной компанией. В эпизоде «Большая маленькая любовь» бармен Мо видит телесериал, в котором умпа-лумп поёт, прыгая в квартире своей невысокой подруги.
- Гриффины: В эпизоде, в котором (опять же, похожем на оригинальную историю) Питер выигрывает тур по пивоварне, там работают чумпа-вумпы.
- Чудаки: В шоу MTV видно короткометражного актёра Wee-Man в костюме умпа-лумпа, который едет по городу или танцует под песню умпа-лумпов из экранизации 1971 года.
- Бела Б: Музыкальный видеоклип на песню Tag mit Schutzumschlag (День с суперобложкой) немецкого музыканта Белы Б. смоделирован по образцу Чарли и шоколадной фабрики, поэтому можно увидеть персонажей, которые напоминают умпа-лумпов из фильмов Даля.
- Мультреалити: в эпизоде «Уроды и греки» Капитан Герой жуёт жевательную резинку, которую Ксандир называет конфетой Вилли Вонки, в результате чего Капитан Герой надувается и становится похожим на чернику. Его выкатывают из комнаты два умпа-лумпа.
- Очень эпическое кино: Часть фильма состоит из пародийного посещения шоколадной фабрики, основанного на фильме 2005 года. Там же изображены умпа-лумпы в розовых костюмах.
- Робоцып: В нескольких коротких эпизодах упоминается (недобровольная) работа на шоколадной фабрике, а также спонтанное сочинение новых песен.
- Бриклберри: Умпа-лумпы содержатся в плену в Национальном парке Бриклберри, но начальник национального парка забыл покормить их, и они умерли от голода.
- Теория большого взрыва: Шелдон Купер посещает Говарда Воловица в экспериментальной лаборатории инженеров и называет присутствующих «умпа-лумпы науки», которые, будучи полуобразованными людьми, должны воплощать в жизнь видения мыслителей и мечтателей. В другом эпизоде Стюарт Блум применил слишком много автозагара и теперь выглядит оранжевым. Затем Ховард сравнивает свою внешность с внешностью умпа-лумпа, ссылаясь на экранизацию 1971 года.

В нескольких других сериалах и фильмах термин «умпа-лумпы» используется, в основном, по отношению к миниатюрным или невысоким людям.